# Other Men's Daughters
Other Men's Daughters er en amerikansk stumfilm fra 1923 af Ben F. Wilson.

## Medvirkende
- Bryant Washburn som Alaska Kid
- Mabel Forrest som Dorothy Kane
- Kathleen Kirkham som Lottie Bird
- Wheeler Oakman som 'Winnie'
- Sidney De Gray som Mr. Kane
- Martha Franklin som Mrs. Kane